# Université-Paul-Sabatier (metropolitana di Tolosa)
Université-Paul-Sabatier è una stazione della metropolitana di Tolosa, inaugurata il 30 giugno 2007. È dotata di una banchina a 9 porte e perciò non può accogliere treni composti da più di due vetture.

## Architettura
L'opera all'interno della stazione è stata realizzata dal franco-polacco Roman Opałka. Si tratta di una piramide di numeri che vanno dall'1 all'8 e si trovano in fondo alla biglietteria. L'opera è dedicata alla facoltà di scienze e matematica dell'Università di Tolosa. In cima alla piramide c'è il numero 1 e alla base otto volte il numero 8, simboleggiando l'infinito. La linea di luce che attraversa il 7 sta a simboleggiare la linea della vita.

## Servizi
La stazione dispone di:
- Biglietteria automatica
- Scale mobili